# عبور از غبار
عبور از غبار فیلمی به کارگردانی پوران درخشنده و نویسندگی پوران درخشنده، کامران قدکچیان محصول سال ۱۳۶۸ است.

## خلاصه داستان
رشید بختی یک معلم دبستان پسرانه است که با همسر و فرزندش در یکی از روستاهای حومهٔ تهران زندگی می‌کند و زندگی خوبی را می‌گذراند. اما همسر او که ایران نام دارد بعد از مدتی دچار درد کلیه می‌شود و باید عمل شود اما این کار نیاز به هزینهٔ زیادی دارد که رشید از عهدهٔ آن بر نمیاید؛ بنابراین رشید تصمیم می‌گیرد تا دنبال راه حلی برای حل مشکل همسرش بگردد اما...

## بازیگران
- خسرو شکیبایی در نقش رشید
- مهناز افضلی در نقش ایران
- جعفر عوادی در نقش مهدی
- بهرام شاه‌محمدلو در نقش ایاز معمار
- هرمز هدایت در نقش دکتر محجوب
- افسر اسدی در نقش گلین
- آرش ابوضیاء در نقش عبدی
- فریدون ابوضیاء در نقش دکتر شکیب
- حسین خانی‌بیک در نقش مدیر مدرسه
- منوچهر آذری در نقش معاملات ملکی
- فرهنگ مهرپرور در نقش کتاب‌ُروش
- ابراهیم آبادی در نقش همسایه
- فریبا شمس در نقش خواهر ایران
- پروین کوشیار در نقش معلم پرورشگاه
- نیره فراهانی در نقش زن معمار
- مهری ودادیان در نقش مادر ایران
- رامتین دانش در نقش محمد پسر معمار
- اصغر فریدی‌ماسوله در نقش معلم
- حسین صالحی در نقش معلم
- علیرضا فتحی در نقش معلم
- نعمت‌الله گرجی در نقش بابای مدرسه
- عطاءالله زاهد در نقش درویش
- ملیحه ابراهیمی در نقش زن همسایه
- رحمان باقریان در نقش پدر عبدی
- علیرضا اویسی در نقش همکلاسی عبدی
- افشین کوثری در نقش همکلاسی عبدی
- هوشنگ ملک‌آرا در نقش مصالح فروش
- مرتضی خانی‌اوشانی در نقش پدر ایران
- غلام‌عباس عباسی‌فشمی در نقش قهوه‌چی
- هوشنگ عباسی‌فشمی در نقش پدر محمود
- شجاع میرمحمدحسینی در نقش سمسار